# Agricultural Research Service
Fondé en 1953, l’Agricultural Research Service (ARS, Service de recherche agricole) est la principale agence de recherche interne du département de l'Agriculture des États-Unis (USDA). C'est l'une des quatre agences du secteur de la Recherche, de l'Éducation et de l'Économie de l'USDA. L'ARS est chargée d'étendre les connaissances scientifiques du pays et de résoudre les problèmes agricoles par la mise en œuvre de quatre programmes nationaux : nutrition, sécurité alimentaire et qualité ; production et santé animale ; ressources naturelles et systèmes agricoles durables ; production végétale et protection des plantes.  L'ARS centre ses recherches sur la solution de problèmes touchant la vie quotidienne des Américains.

## Organisation
L'ARS emploie plus de 2200 scientifiques permanents travaillant sur environ 1 100 projets de recherche dans plus de 100 sites dans le pays, plus quelques sites à l'étranger. L'ARS dispose de quatre centres de recherche régionaux : le Western Regional Research Center (WRRC, Centre de recherche régional occidental) à Albany (Californie) ; le Southern Regional Research Center (SRRC, Centre de recherche régional méridional) à La Nouvelle-Orléans (Louisiane) ; le National Center for Agricultural Utilization Research (NCAUR, Centre national de recherche en utilisation agricole) à Peoria (Illinois) et l'Eastern Regional Research Center (ERRC, Centre de recherche régional oriental) à Wyndmoor (Pennsylvanie).  
L'innovation et la commercialisation sont le cœur de ces installations (équipées d'unités pilotes pour des recherches appliquées), qui ont donné naissance à des centaines de produits, de procédés et de technologies.  Le centre de recherche agricole Henry A. Wallace Beltsville (en) (BARC) à Beltsville (Maryland) est le plus grand complexe de recherche agricole au monde. L'ARS exploite le U.S. Horticultural Research Laboratory (Laboratoire de recherche horticole des États-Unis) à Fort Pierce (Floride). 
L'ARS dispose aussi de six centres principaux de recherche en nutrition humaine qui se focalisent sur une large gamme de questions relatives à la nutrition humaine en fournissant des preuves scientifiques vérifiées et faisant autorité.  
Ces centres sont situés dans les États de l'Arkansas, du Maryland, du Texas, du Dakota du Nord, du Massachusetts et de la Californie.  Les scientifiques de l'ARS étudient dans ces centres de recherche le rôle des aliments et des éléments nutritifs dans la santé humaine, de la conception jusqu'à un âge avancé.

## Missions

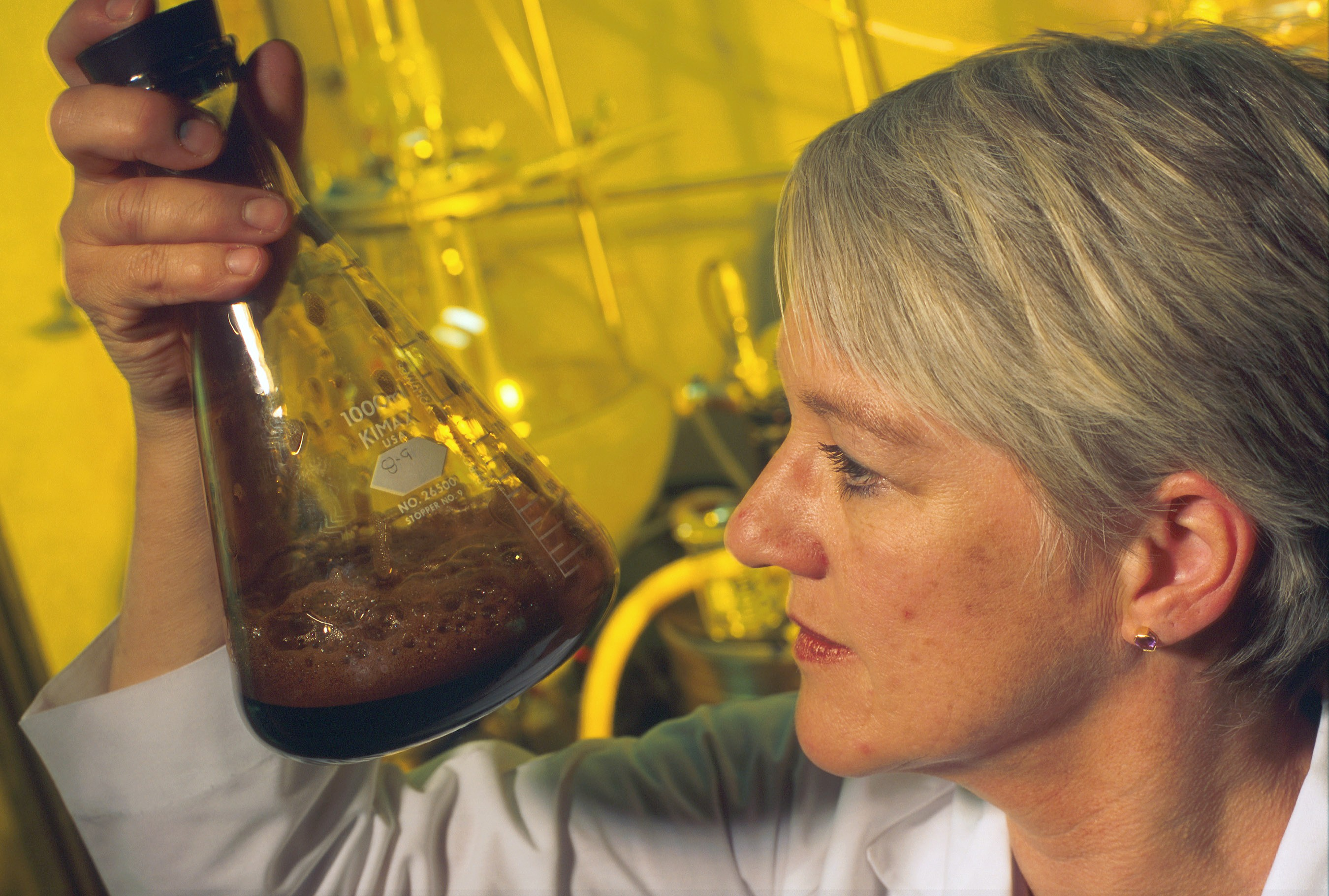
Chercheuse du centre de Peoria (Illinois) examinant un échantillon de liqueur noire.

Le rôle complexe de l'ARS dans la conduite de recherches scientifiques pour le public américain se reflète dans ses missions, qui sont de conduire des recherches pour développer et appliquer des solutions aux problèmes agricoles de grande priorité nationale et de diffuser des informations en vue de : 
- garantir des aliments et d'autres produits agricoles sûrs et de qualité élevée,
- évaluer les besoins nutritionnels des Américains,
- soutenir une économie agricole compétitive,
- accroître les ressources naturelles et améliorer l'environnement,
- fournir des perspectives économiques aux citoyens ruraux, aux collectivités et à la société dans son ensemble.

Les recherches de l'ARS complètent le travail des collèges et universités des États, des stations d'essais agricoles, d'autres agences des États ou de la Fédération et du secteur privé. 
Les recherches de l'ARS peuvent souvent se focaliser sur des questions régionales qui ont des implications au niveau national, et pour lesquelles il existe un rôle fédéral évident. 
L'ARS fournit également des informations sur ses résultats de recherche aux agence d'action et de régulation de l'USDA ainsi qu'à plusieurs autres agences fédérales de régulation, y compris la Food and Drug Administration (Agence fédérale américaine de l'alimentation et du médicament) et l'Environmental Protection Agency des États-Unis (Agence de protection de l’environnement des États-Unis).
L'ARS diffuse la plupart de ses résultats de recherche dans des revues scientifiques, des publications techniques, dans le magazine Agricultural Research et dans d'autres médias.  
L'information est également diffusée par le biais de la National Agricultural Library (NAL, Bibliothèque agricole nationale) de l'ARS.  
L'ARS dispose de plus de 150 documentalistes et d'autres spécialiste de l'information qui travaillent dans les deux sites du NAL — l'Abraham Lincoln Building à Beltsville (Maryland), et le DC Reference Center à Washington (district de Columbia). 
Le NAL fournit des services de référence et d'information, de fourniture de documents, de prêt et d"'emprunt interbibliothèques à divers publics.